# Овчинникова, Елена Валерьевна
Елена Валерьевна Овчинникова (17 июля 1982, Москва, СССР) — российская спортсменка, выступает в синхронном плавании, олимпийский чемпион 2008 года, четырёхкратная чемпионка мира. В сборной команде России с 2001 года.

## Награды и звания
- Орден Дружбы — За большой вклад в развитие физической культуры и спорта, высокие спортивные достижения на Играх XXIX Олимпиады 2008 года в Пекине[2]
- Заслуженный мастер спорта России